# Il Milione

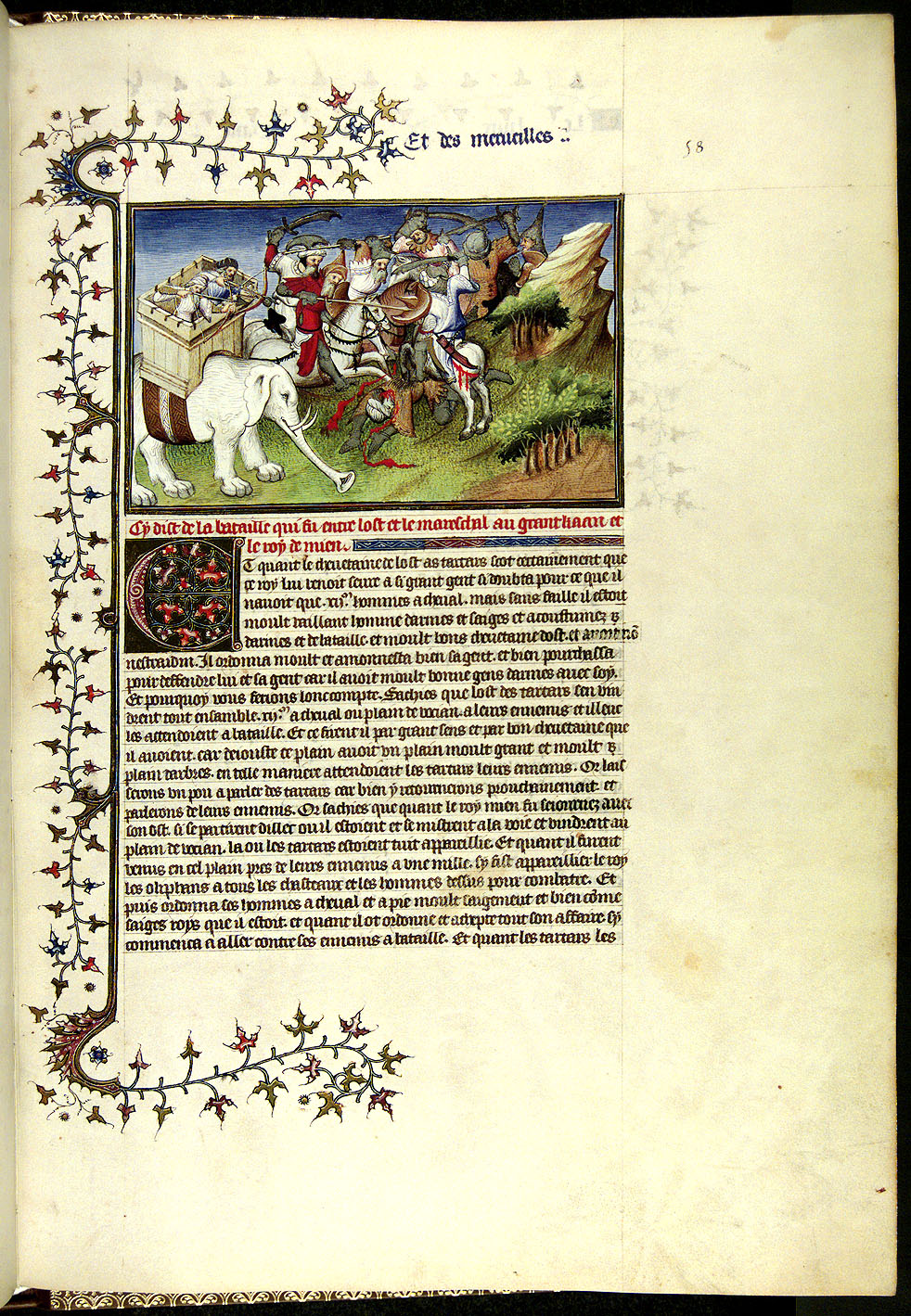
Il Milione

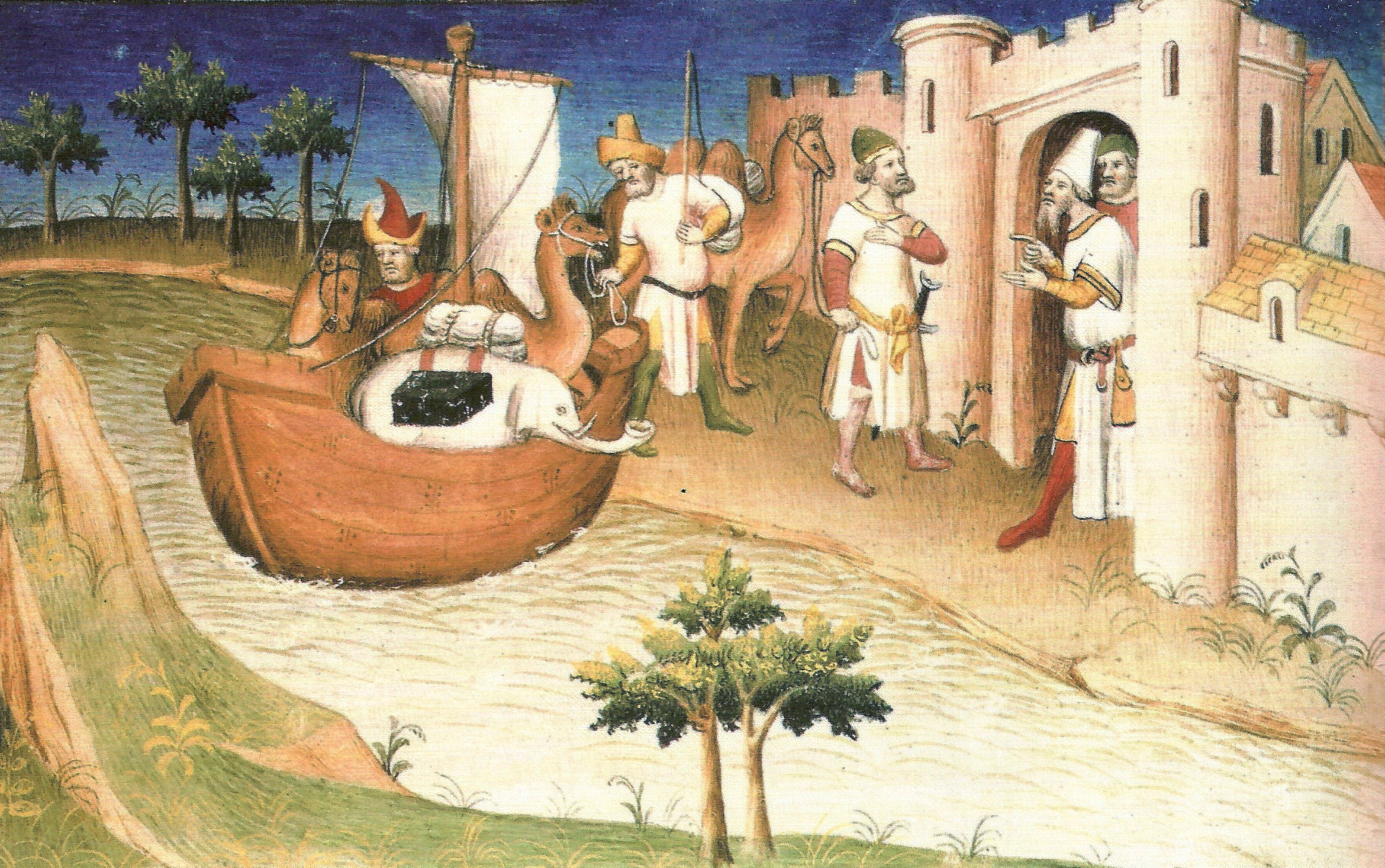
Illustration aus Il Milione

Il Milione (deutsche Übersetzung: Der Milione) ist der Titel der toskanischen Handschriften und späterer italienischer Drucke einer Ende des 13. Jahrhunderts entstandenen Beschreibung von Marco Polos Reise in den Fernen Osten. Im Prolog findet sich eine kurze Darstellung der ersten Handelsreise seines Vaters Niccolò und seines Onkels Maffeo Polo zum mongolischen Großkhan Kublai sowie von deren zweiter Chinareise zu demselben Herrscher, an der Marco Polo teilnahm. Der anschließende Hauptteil enthält kaum autobiographische Nachrichten des venezianischen Asienreisenden. Der Bericht wurde vermutlich erstmals 1298/99 von Rustichello da Pisa nach Polos Diktat in einem Genueser Gefängnis niedergeschrieben. Im Mittelpunkt der überwiegend sachlichen Erzählung steht der als tugendhaft beschriebene Großkhan Kublai und sein glanzvoller Hof. Breiten Raum nehmen auch die Beschreibung der reichen chinesischen Städte sowie der lokalen Erzeugnisse und Sitten ein. Daneben schildert Marco Polo Kuriositäten, orientalische Fabeln, christliche Wundergeschichten und – historisch unzuverlässig – Begebenheiten insbesondere der mongolischen Geschichte. Sein Buch, das in der Fassung Rustichellos mit damaligen französischen Ritterromanen vergleichbar ist, stieß in Europa auf großes Interesse. Es wurde rasch durch Abschriften und Übersetzungen verbreitet und fand so unterschiedliche Leserkreise wie Kleriker und weltliche Adlige, etwa französische Könige und burgundische Herzöge. Für das Zeitalter der Entdecker hatte es große geographische Bedeutung; so ließ sich etwa Christoph Kolumbus durch seine Lektüre zu seinen Entdeckungsreisen anregen.

## Name
Milione war eventuell die Kurzform des Spitznamens der Polo-Familie Emilione. Die Bezeichnung ist jedoch nicht letztgültig geklärt: Gemeinhin pflegt man sie auch als Anspielung der Zeitgenossen auf Polos wenig glaubwürdig erscheinende Berichte von den sagenhaften Schätzen des Orients zu deuten. Das Buch ist auch bekannt als Le meraviglie del mondo oder Devisement du monde (deutsch: Die Wunder der Welt oder Aufteilung der Welt).
Der Titel der ursprünglichen Handschrift des Werkes war französisch und lautete vermutlich Le livre de Marco Polo citoyen de Venise, dit Million, où l'on conte les merveilles du monde („Das Buch des Marco Polo, Bürger der Stadt Venedig, genannt Milione, worin von den Wundern der Welt berichtet wird“).

## Entstehung
Über die Entstehungsgeschichte seines Reiseberichts informiert Marco Polo seine Leser nur sehr kurz im letzten Satz des ersten Teils des Prologs. Demzufolge war er 1298 gemeinsam mit Rustichello da Pisa (auch Rusticiano da Pisa) in einem Genueser Gefängnis interniert, erzählte seinem Mithäftling von seinen Reiseerlebnissen und bat ihn, diese niederzuschreiben. Marco Polo unterließ es zu erwähnen, wie er drei Jahre nach seiner Rückkehr nach Venedig in das Genueser Gefängnis kam, und bringt auch keine näheren Angaben zur Person Rustichellos und über dessen Funktion als Schreiber der Reisememoiren. Zahlreiche Marco-Polo-Forscher nehmen zur Aufklärung des erstgenannten Punktes an, dass der Chinareisende als Kommandant einer Kriegsgaleere im September 1298 an der zwischen Venedig und Genua ausgetragenen Seeschlacht bei Curzola teilnahm und nach der venezianischen Niederlage in genuesische Gefangenschaft geriet. In dem als Gefängnis genutzten Palazzo San Giorgio lernte er dann Rustichello da Pisa kennen, der wohl schon nach der Seeschlacht bei Meloria (1284) von den Genuesen gefangen genommen worden war. Nach dem Friedensschluss zwischen Venedig und Genua im Mai 1299 kam Marco Polo wohl wie viele andere Kriegsgefangene frei, so dass zur Niederschrift seines Reiseberichts etwa 8 Monate Zeit geblieben wären.
Mit Rustichello da Pisa hatte Marco Polo einen versierten Schreiber zur Hand, da Rustichello sich schon als Kompilator von Artusromanen einen Namen gemacht hatte. Eine umstrittene Frage in der Marco-Polo-Forschung ist, wie die Zusammenarbeit des Chinareisenden und seines Schreibers vonstattenging. So führt Marco Polo nicht aus, ob er Rustichello seinen Bericht diktierte und Letzterer somit nur ein einfacher Schreiber gewesen wäre, oder ob Rustichello nicht zumindest bei der konkreten Textformulierung weitgehend freie Hand hatte. Manche Forscher nehmen an, dass Rustichello den Bericht nicht nur nach dem mündlichen Referat Marcos Polos abfasste, sondern sich auch auf schriftliche Aufzeichnungen Polos stützen konnte. Als Beleg für diese These dient eine Bemerkung des Chronisten Jacopo d’Aqui, demzufolge Marco Polo seinen Vater Niccolò Polo ersucht habe, ihm seine Reisenotizen ins Genueser Gefängnis zu schicken. Diese Angabe steht allerdings in Widerspruch zur durch das lateinische Zelada-Manuskript überlieferten Version des Il Milione, dass der Chinareisende bloß aus dem Gedächtnis heraus Rustichello seine Reisen geschildert habe.
Der bedeutende Marco-Polo-Forscher Luigi Foscolo Benedetto, der für den von ihm herausgegebenen franko-italienischen Text der Pariser Handschrift BN, MS fr. 1116 die Entstehung des Textes analysierte, zeigte als Erster den großen Anteil Rustichellos bei der Gestaltung der Niederschrift des Reiseberichts. Er verglich dazu den Text der Handschrift mit jenem von Rustichellos Roman Meliadus. Dabei vermochte er zu zeigen, dass beide Texte bisweilen wörtliche Übereinstimmungen aufweisen. So beginnt etwa Rustichellos Meliadus mit fast dem gleichen Wortlaut wie der Il Milione, u. a. bei der Ansprache des Publikums („Ihr Kaiser, Könige und Fürsten …“). Beim später im Prolog geschilderten Empfang von Marco Polos Vater und Onkel während ihrer ersten Chinareise durch Kublai Khan wendet sich dieser mit denselben Worten an die Polos wie im Meliadus König Artus an Tristan. Dem mongolischen Großkhan wird hierdurch die Sprache westeuropäischer Ritter in den Mund gelegt. Gleiches gilt für die Darstellung des Empfanges des jungen Marco Polo durch Kublai Khan. So schmückte Rustichello Polos Reisebericht mit der Sprache der Courtoisie aus. Diese Verwendung der Sprache der höfischen Literatur eröffnete Marco Polo den Weg zu einem Publikum, das ansonsten meist Ritterromane las. Die Rolle Rustichellos, der Polos Reisebericht in eine ansprechende Form brachte, ging also weit über die eines ausschmückenden Literaten hinaus.
Auf der verlorengegangenen Urschrift des Il Milione basieren circa 150 spätere, mitunter stark verfälschte Manuskripte. Erst die moderne Literaturwissenschaft unternahm es, so weit wie möglich den ursprünglichen Text wiederherzustellen, der dann 1928 in rekonstruierter Form veröffentlicht wurde.

## Aufbau
Rustichello da Pisa kündigte im Vorwort die chorographische Beschreibung eines bedeutenden Teils von Asien an, die nahezu ausschließlich auf Marco Polos Augenzeugenschaft beruhe; nur gelegentlich würde der venezianische Reisende Mitteilungen von glaubwürdigen Informanten über Dinge, die er nicht selbst gesehen habe, einstreuen. Eine derart umfassende Deskription Asiens gab es bis dahin in der europäischen Literatur nicht. In den ersten 19 Kapiteln folgt ein kurzer Bericht über die erste Reise des Vaters und Onkels von Marco Polo zu Kublai Khan sowie über die zweite, von Marco Polo selbst mit seinen Verwandten unternommene Reise zum gleichen Monarchen. Von letzterer wird nur der huldvolle Empfang des Reisenden durch den Großkhan, die von ihm in dessen Auftrag durchgeführten Gesandtschaftsreisen sowie der Anlass und Verlauf seiner Heimreise nach Venedig geschildert.
Die zwei Bücher umfassenden Kapitel 20-234 von Marco Polos Bericht stellen die eigentliche Beschreibung Asiens dar. Sie sind nach einem geographischen Ordnungsschema aufgebaut, das ungefähr Polos Reiseroute folgt. Gemäß dem Hinweg Polos zu Kublais Sommerresidenz Shangdu, die sich nordöstlich von Peking befand, wird zuerst eine Schilderung Persiens gegeben, der sich die Beschreibung der zentralasiatischen Hochgebirgsregionen bis nach Nordchina (von Polo als Catai bezeichnet) anschließt. Als Nächstes berichtet der Autor über Südchina (Mangi), wo die den Mongolen vorangegangene Song-Dynastie sich am längsten gegen die Angriffe von Kublais Truppen hatte behaupten können. Polo bemerkt, dass er diese Region selbst in Kublais Auftrag besucht habe. Im weiteren Verlauf orientiert sich der Bericht Polos im Groben an dessen Rückreiseroute und beschreibt dementsprechend u. a. Indien, die Sundainseln sowie das von Polo sicher nicht selbst besuchte Japan (Cipangu). In den letzten, überwiegend historiographische Inhalte bringenden Kapiteln 200-234, die nur lose an den bisherigen Bericht angehängt sind, widmet sich der Autor bisweilen mit großer Ausführlichkeit mehreren innermongolischen Kriegen. Deren Darstellung nimmt in stilistischer Hinsicht teilweise Anleihen an der altfranzösischen Epik. In diese Schilderung militärischer Auseinandersetzungen sind diverse geographische Kapitel, etwa über Russland, eingeschoben. Als Letztes wird ein Krieg zwischen Nogai Khan, einem Feldherrn der Goldenen Horde, und dem legitimen dynastischen Erben Toghtogha erzählt. Dieser Konflikt fand erst 1299 statt, als Polo seinen Asienaufenthalt längst beendet hatte. Danach bricht das Werk plötzlich ab.
Wiederholte Versuche der modernen Forschung, Marco Polos exakte Reiseroute aus der Abfolge der einzelnen in seinem Bericht angegebenen Länder und Städte zu rekonstruieren, brachten keine zufriedenstellenden Resultate hervor. Insbesondere erwies sich der methodische Ansatz als falsch, der annahm, dass Marco Polos Buch genau seinem eigenen Reiseweg folge. Dieser dient nur im Groben als ordnendes Gliederungsprinzip.

## Inhalt

### Deskriptive Struktur des Reiseberichts
Das Werk, das an Umfang, Anzahl bereister Länder und Genauigkeit die anderen mittelalterlichen Reiseberichte übertrifft, ist kein chronologischer Reisebericht, der Ablauf der beiden Reisen wird nur im Prolog geschildert. Der Autor bleibt im Bericht stets dezent im Hintergrund. Ein bedeutender Teil des Buchs, in dem die jeweiligen Länder, Provinzen oder Städte beschrieben werden, ist nach einem einheitlichen Schema aufgebaut, das große Ähnlichkeiten mit jenem von Kaufmannshandbüchern aufweist. Meist werden zuerst die Lage und Erreichbarkeit der jeweiligen geographischen Objekte angegeben, dann Hinweise zur Religion, Sprache und bemerkenswerten Sitten der Einwohner sowie zu den üblichen lokalen Nahrungsmitteln. Anschließend folgen Bemerkungen zur Sicherheit des Personen- und Warenverkehrs, zu den jeweiligen Agrar- und Manufakturgütern, deren Qualität, Menge und Produktionsverfahren sowie zu den Handelswaren der örtlichen Märkte. Schließlich werden die jeweils üblichen Währungen, etwa Papiergeld, und ihr Kurs gegenüber europäischen Währungen erläutert. Marco Polo gewichtet aber die einzelnen Punkte seiner Ortsbeschreibungen je nach ihrer Lage in Asien ziemlich verschieden. So legt er bei der Deskription indischer Inseln einen größeren Fokus auf die Schilderung der auffälligen Bräuche ihrer Bevölkerung, der Tier- und Pflanzenwelt sowie der Edelsteinvorkommen als bei der Beschreibung chinesischer Städte und Provinzen.
Diese schematischen Orts- und Länderbeschreibungen ergänzt der Autor durch Passagen, in denen historische Begebenheiten, insbesondere zur chinesischen und mongolischen Geschichte, und Kuriositäten erzählt werden. Sie lockern den ansonsten weitgehend sachlichen Reisebericht auf. Häufig verwendet Marco Polo hierbei asiatische, etwa orientalische Quellen. Unter anderem berichtet er christliche Wundergeschichte und Heiligenlegenden. So habe der Kalif von Bagdad 1275 von den christlichen Einwohnern seines Landes die Erbringung des Beweises für die Wahrheit des Bibelwortes, dass der Glaube Berge versetzen könne, gefordert. Sollten sie durch ihre Gebete nicht einen Berg verrücken können, würde er über sie das Todesurteil verhängen. Ihr örtlicher Bischof habe gemäß der Weisung eines ihm erschienenen Engels einen einäugigen Schuhmacher aufgefordert. eindringlich zu Gott zu beten. Der Schuhmacher sei schließlich dem Wunsch des Bischofs gefolgt, woraufhin der Berg tatsächlich seinen Standort um eine Meile verändert habe. Aufgrund dieses Wunders hätten sich viele Sarazenen und sogar der Kalif zum Christentum bekehrt. Ferner erzählt Marco Polo, dass die Heiligen drei Könige vom Jesuskind einen Stein erhalten hätten; wenn dieser in einen Brunnen geworfen würde, bewirke er die Sendung des heiligen Feuers der Feueranbeter. Der Autor gibt zudem Berichte über angebliche Wunderheilungen mit Hilfe von Erde vom Grab des Apostels Thomas wieder; auch sei dieser Heilige im indischen Maabar einem Fürsten im Traum erschienen. Auf die Insel Ceylon versetzt wird der von Marco Polo mit einem Heiligen verglichene fromme Prinz Sergamoni Borcam (= Buddha), der seinem königlichen Erbe entsagte und stattdessen in Einsamkeit und Armut lebte.
Eine andere Kategorie anekdotischer Erzählungen stellen als ausgesprochen entmythifizierend charakterisierte Deskriptionen von Fabelwesen der Physiologus-Überlieferung dar. Aus eigener Beobachtung schildert Marco Polo, dass das Einhorn groß und hässlich sei und sich gern im Schlamm wälze, wobei er in Wahrheit auf das Nashorn Bezug nimmt. Mündliche Berichte zieht er ebenfalls heran, denen zufolge etwa der Greif nicht ein Mischwesen aus Vogel und Löwe darstelle, sondern der auch in Tausendundeiner Nacht vorkommende Riesenvogel Roch sei. Aus der mongolischen Geschichte wird über Khutulun, die Tochter von Qaidu Khan, berichtet, dass sie alle ihre Freier im Ringkampf besiegt habe. Gern erzählt Marco Polo über Ehesitten. So gelte es laut ihm in Tibet als unfein, als Jungfrau zu heiraten. Daher suchten die jungen Tibeterinnen vor ihrer Ehe möglichst viele Sexualpartner zu haben und böten sich durchziehenden Reisenden an, von denen sie bei deren Aufbruch zur Weiterreise Schmuckstücke als Beweis für ihren Verkehr erhielten. Auch zeigt der Autor Bekanntschaft mit orientalischen Versionen des Alexanderromans. Er lokalisiert u. a. eine Schlacht zwischen Alexander dem Großen und Dareios III. und berichtet, dass er 1273 bei der Durchreise durch die von Dschingis Khan niedergebrannte Stadt Balch die Überreste jenes Palastes, in dem der Makedonenkönig Roxane geheiratet haben sollte, gesehen habe. Trotz der Heranziehung orientalischer Quellen ist aber das Werk hauptsächlich von abendländisch-christlichen Vorstellungen geprägt. So berichtet Marco Polo ausführlich meist nur über Personen oder Gegenstände, mit denen das Abendland schon vertraut war. Mirabilia erwähnt er vor allem aus Indien und dessen Inseln, etwa Erzählungen über sagenhafte Völker wie die Hundsköpfigen, und folgt dabei einem in der europäischen Literatur schon lange vertretenen Topos.

### Dschingis Khan; Kublai Khan
Besonders eingehend schildert Marco Polo Ereignisse der von ihm durchwegs positiv bewerteten mongolischen Geschichte und insbesondere das Hofleben des von ihm besuchten Kublai Khan sowie einige Aspekte von dessen Regierung. Anschließend an die Beschreibung der ersten mongolischen Hauptstadt Karakorum berichtet er die Geschichte vom Aufstieg der Mongolen zur dominierenden Macht Asiens. Diese seien unter der Oberherrschaft des von Marco Polo als historische Gestalt aufgefassten Priesterkönigs Johannes gestanden, als sie 1187 Dschingis Khan zu ihrem König wählten. Dschingis Khan sei ein kluger und tugendhafter Mann gewesen, habe weise regiert und sein Reich beträchtlich vergrößert. Die Expansion seines Herrschaftsgebiets habe sich friedlich vollzogen, da die Bewohner der annektierten Länder sich Dschingis Khan wegen dessen guter Herrschaft freiwillig angeschlossen hätten. Da der Priesterkönig Johannes es mit beleidigenden Worten ablehnte, eine seiner Töchter mit Dschingis Khan zu verheiraten, wie dieser gewünscht hatte, sei es zwischen den beiden Herrschern zu einer Schlacht gekommen, in welcher der Priesterkönig besiegt und getötet wurde. Marco Polo unterliefen bei diesem Bericht mehrere historische Irrtümer. Interessant ist aber vor allem, dass er Dschingis Khan völlig anders beurteilte als der italienische Franziskaner Johannes de Plano Carpini. Dieser hatte drei Jahrzehnte vor Marco Polos Chinareise im Auftrag von Innozenz IV. den Mongolenherrscher Güyük Khan besucht und in seinem Bericht an den Papst Dschingis Khan als machtgierigen Kriegsherrn charakterisiert, der große Gebiete Asiens unterjocht hatte. Den legendären christlichen Priesterkönig Johannes sah Carpini als einzigen möglichen Verbündeten in Asien bei der Abwehr des Anspruchs der Mongolen auf die Weltherrschaft an.
Marco Polo rückt entgegen der bisher überwiegend negativen europäischen Sicht auf die Mongolen deren Geschichte auch unter den Nachfolgern des Reichsgründers in ein positives Licht. Er berichtet historische Ereignisse etwa aus der Regierungszeit von Möngke Khan, dessen Bruder Hülegü die Herrschaft der ismailitischen Sekte der Assassinen in Persien beseitigte. Ein Höhepunkt von Il Milione ist hier die Episode vom Unwesen des „Alten vom Berge“, eines früheren Anführers der Assassinen.
Über den zur Zeit seiner Chinareise aktuellen Mongolenherrscher Kublai Khan berichtet Marco Polo, dass dieser mächtiger als alle seine Vorgänger sei. Er charakterisiert den Großkhan stets bewundernd als den vortrefflichsten Herrscher der Welt und beschreibt zuerst den Palast von Kublais Sommerresidenz Shangdu. In der Folge widmet er sich der Darstellung anderer Paläste und der Gärten des Großkhans, der Schilderung von dessen Jagdgesellschaften und Festen, sowie der Beschreibung von Kublais Regierung. Den unermesslichen Glanz der am mongolischen Kaiserhof veranstalteten Feierlichkeiten untermauert Marco Polo mit enormen Zahlen; denn an Kublais Festen nähmen stets tausende hochgestellte Persönlichkeiten in golddurchwirkten und perlenbestickten Seidenkleidern teil. Der Autor betont auch die von Kublai Khan ausgeübte Gerechtigkeit während seiner guten Regierung und seine Fürsorge für die Untertanen. Diesen ersetze der Großkhan ihr Vieh oder Getreide, wenn sie es durch Seuchen oder Missernten verlören. Ferner erwähnt Marco Polo die unter Kublai etablierte Zentralverwaltung des Mongolenreichs, das ausgeklügelte Post- und Gesandtschaftswesen, die Wegesicherheit und die Prosperität chinesischer Städte. Insbesondere hebt er den Wohlstand der Hauptstadt Cambaluc (heute Peking) hervor, in der u. a. die wertvollsten Perlen aus Indien gehandelt würden; auch sei die Metropole der Anziehungspunkt unzähliger Reisender. Sehr genau beschreibt der Autor ferner das zu Kublai Khans Regierungszeit als allgemeines Zahlungsmittel in ganz China eingeführte Papiergeld. Die von Marco Polo behauptete angebliche Popularität dieses Geldes bei den Untertanen – da sie mit ihm alle Arten von Waren, Silber, Gold und Edelsteine erstehen konnten – trifft indessen nicht zu. Dem Autor ging es aber um die Darstellung des Reichtums von Kublais Reich und nicht um die Skizzierung der Problematik eines staatlichen Zwangsumtauschs von Gold und anderen Wertgegenständen in Papiergeld, damit sich die mongolische Besatzungsmacht auf diesem Weg die Reichtümer Chinas aneignen konnte. Auch erwähnt er nicht eine 1287 infolge hoher Inflation durchgeführte Geldentwertung.

## Handschriftliche Überlieferung

### Frühe Verbreitung des Reiseberichts
Der Autograph von Marco Polos Reisebericht ist verschollen. Das Werk erregte wegen seiner vielfältigen Informationen über Asien, dessen von Europa weiter entfernte Teile im Abendland damals weitgehend unbekannt waren, schon bald nach der ersten Niederschrift das Interesse verschiedener Leserkreise. Zu diesen gehörten u. a. Kleriker, reiche Käufer asiatischer Luxuswaren und italienische Kaufleute. Sie fanden in dem Bericht sachliche Informationen über die Reichtümer des Ostens, erbauliche Darstellungen von Wundern, christliche Missionsmöglichkeiten oder auch geographische Angaben über Asien. Noch zu Marcos Polos Lebzeiten wurde sein Reisebericht vielfach abgeschrieben und der Text dabei je nach Bedürfnis des jeweiligen Auftraggebers der Kopie teilweise, bisweilen auch stärker verändert. Sehr früh wurden auch Übersetzungen in verschiedene europäische Sprachen angefertigt. Da Marco Polo in seinem Bericht de facto als einziger Europäer präsentiert wird, der aufgrund seiner weiten Reisen und Vertrauensstellung beim Großkhan das nötige Wissen für die Beschreibung großer Teile Asiens in all seiner Vielfalt besitze, erschien er als einer der bedeutendsten europäischen Kenner des Nahen und Fernen Ostens.
Von der weiten Verbreitung des Werks zeugen rund 150 erhaltene Handschriften, die aber stark voneinander differieren, so dass eine vollständige Rekonstruktion des Autographs kaum möglich erscheint. Der bedeutende Marco-Polo-Forscher Luigi Foscolo Benedetto vertrat die Ansicht, dass der franko-italienische Text der Pariser Handschrift BN fr. 1116 aufgrund seiner Übereinstimmungen mit gewissen Passagen des Artusromans von Marco Polos Schreiber Rustichello da Pisa dem verschollenen Autographen am nächsten stehe. Er fand mit dieser These viel Zustimmung, ging aber von der falschen Voraussetzung aus, dass der Originaltext bei den Abschriften nur Kürzungen, aber keine Erweiterungen erfahren habe. Auch Marco Polo selbst könnte noch Änderungen des ursprünglichen Textes in diversen Abschriften veranlasst haben, da er möglicherweise mit Rustichellos Fassung nicht völlig zufrieden war. Es lässt sich aber nicht mehr feststellen, welche Änderungen auf Marco Polo zurückgehen – falls er nachträglich in den Text eingriff – und welche Änderungen andere Personen vornahmen.

### Handschriftengruppen
Es werden sechs Handschriftgruppen von Marco Polos Reisebericht unterschieden, doch können auch die Manuskripte innerhalb einer Gruppe deutliche Unterschiede zueinander aufweisen. Die erste Gruppe, die franko-italienische Fassung (F), ist durch etwa 20 erhaltene Handschriften vertreten. Das besterhaltene Manuskript dieser Familie ist der bereits erwähnte, in der Bibliothèque nationale de France in Paris aufbewahrte Codex 1116, der stark von der Ausdrucksweise Rustichellos da Pisa geprägt ist. Der Titel des Werks lautet hier Divisament dou monde. Die meisten Übersetzungen stützen sich auf diese Version.

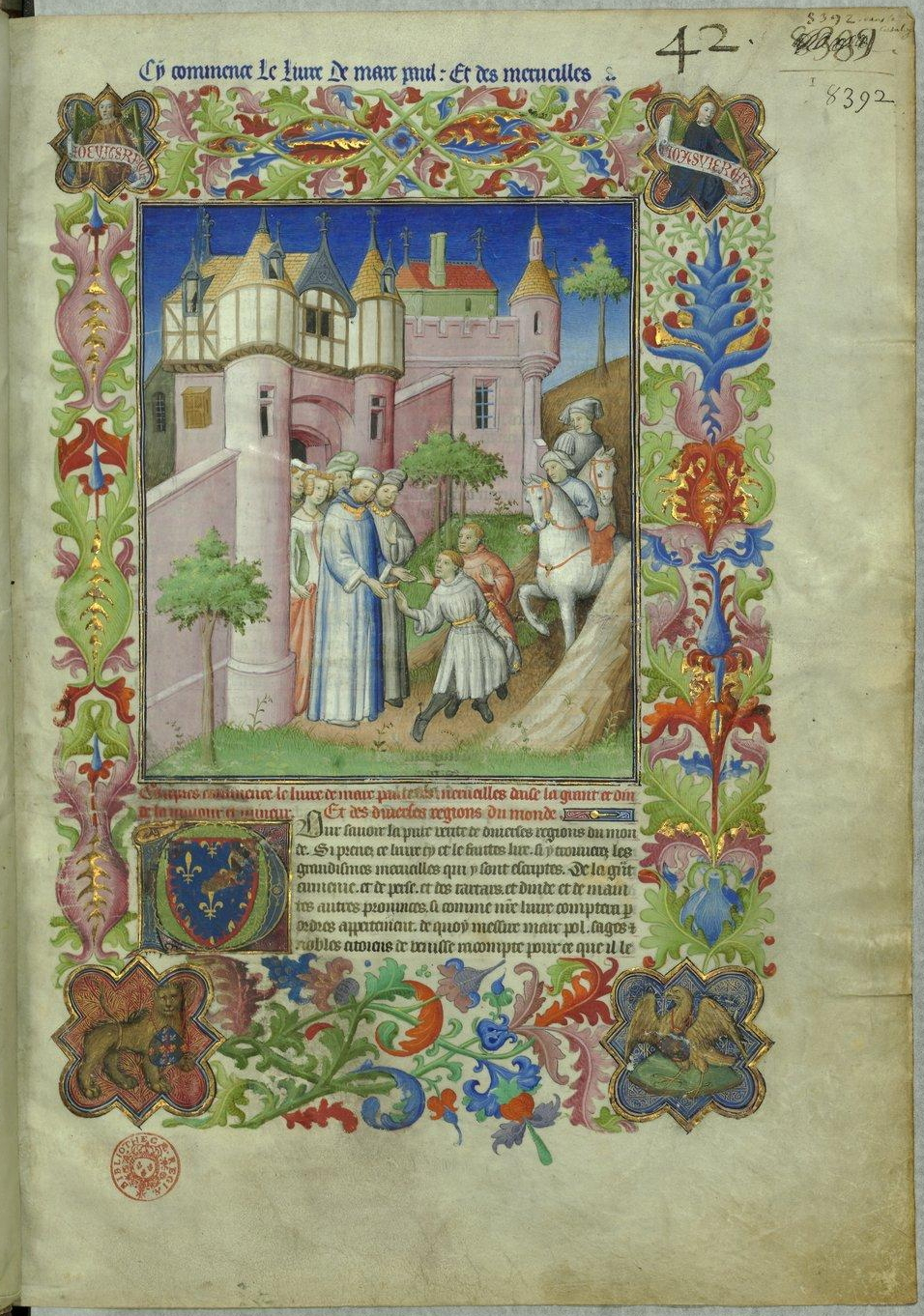
Livre des merveilles, Titelseite

Die Manuskriptgruppe der französischen Fassung (FG) besteht aus etwa 15 Handschriften und geht auf eine Übersetzung des franko-italienischen Textes zurück. Als Übersetzer wird in einigen dieser Codices ein Grégoire namhaft gemacht. In einigen Exemplaren findet sich die Behauptung, dass sie Abschriften eines Manuskripts seien, das Thibault de Cépoy in seiner Funktion als Abgesandter des Herzogs von Valois 1307 bei einem Besuch in Venedig von Marco Polo erhalten habe. Sie suggerieren damit besondere Nähe zum Autograph, doch dürfte ihre Behauptung nach den Forschungen Benedettos nicht zutreffen. Bei mehreren Textzeugen der französischen Manuskriptfamilie handelt es sich um kostbar illustrierte Prachthandschriften, von denen vor allem der als Livre de Merveilles („Buch der Wunder“) betitelte Codex der Pariser Nationalbibliothek (BN, ms. fr. 2810) hervorzuheben ist. Er enthält noch weitere Berichte über Asien und war 1413 ein Geschenk von Johann Ohnefurcht an seinen Onkel Jean de Valois, duc de Berry. Andere Exemplare dieser in elegantem höfischem Französisch verfassten Prachtmanuskripte befanden sich im Besitz der französischen Könige.
Die Handschriftenfamilie der toskanischen Fassung (TA) entstand im frühen 14. Jahrhundert und enthält im Gegensatz zur vorher genannten Gruppe keine Illustrationen. Alle ihre Exemplare tragen den noch heute in Italien üblichen Titel Il Milione. Zwar sind sie ebenfalls eine Übertragung aus der franko-italienischen Version, weisen aber gegenüber dieser starke Kürzungen etwa bei der Darstellung innermongolischer Kriege auf. Auch im Sprachstil weichen sie von jenem der durch Rustichello da Pisa geprägten franko-italienischen Fassung ab; so fehlen bei ihnen beispielsweise direkte Reden.
Von der venezianischen Fassung (VA) sind nur etwa sechs Manuskripte erhalten, die zum Teil ebenfalls bereits im frühen 14. Jahrhundert niedergeschrieben wurden. Gegenüber der franko-italienischen Version findet sich beim venezianischen Text eine Streichung von deren oftmaligen Anreden der Leser durch den Erzähler sowie von Wiederholungen und mitunter eine andere Kapitelanordnung. Die venezianische Variante diente als Basis für erneute Übersetzungen, u. a. ins Mittelhochdeutsche.
Der Dominikaner Francesco Pipino von Bologna übersetzte um 1310 im Auftrag seines Ordens ebenfalls eine venezianische Version ins Lateinische. Seine Fassung (P) erreichte mit über 50 erhaltenen Manuskripten die größte Verbreitung. Laut einer Feststellung in seiner Chronik erhielt Pipino den Text, auf dem seine Übersetzung beruhte, von Marco Polo selbst; und dieser Ausgangstext sei in „lombardischer Sprache“ abgefasst gewesen. Da volkssprachliche Werke nur sehr selten ins Lateinische übersetzt wurden, demonstriert die Übertragung von Marcos Polos Reisebericht in ebendiese Sprache die hm schon sehr früh zugemessene Bedeutung. Pipino hob als den Nutzen des Berichts für seinen Orden insbesondere hervor, dass er Geistliche zu missionarischer Arbeit anzutreiben vermöge. Er unterteilte das Werk in drei Bücher, von denen sich beispielsweise das zweite ausschließlich mit der Regierung Kublai Khans und dessen Reich beschäftigt. Pipino nahm auch viele Texteingriffe vor; so setzte er allen Passagen über nichtchristliche Religionen und Bräuche abwertende Bemerkungen hinzu. Seine Version wurde öfters, u. a. ins Französische und Irische, übersetzt. Ferner fertigte der Stadtschreiber von Straubing, Simon Schwartz, für den bayrischen Herzog Wilhelm V., den Frommen 1582 eine frühneuhochdeutsche Übersetzung des Pipino-Textes an.
Die deutsche Sprachwissenschaftlerin Barbara Wehr verwirft die bisher vorherrschende Forschungsmeinung, dass Pipino seine lateinische Übersetzung nach einem Manuskript der venezianischen Fassung VA anfertigte, da seine Version gravierende Unterschiede zu dieser Fassung aufweist. So fehlt z. B. bei Pipino im Prolog die Schilderung von Marcos Polos Diktat seiner Reiseerinnerungen im Genueser Gefängnis. Überhaupt zeige Pipinos Übersetzung laut Wehr keinerlei Spuren der französischen Version von Rustichello da Pisa. Daher müsse seine Vorlage ein von der Bearbeitung Rustichellos unabhängiger Text und damit eine andere Version in Altvenezianisch als die heute erhaltenen Handschriften der VA-Gruppe gewesen sein. Diese Vorlage war möglicherweise der von Marco Polo selbst verfasste Urtext. Träfe diese Ansicht zu, hätte sich Rustichello erst später in die Textüberlieferung eingemischt und der Pipino-Übersetzung käme eine höhere Priorität als bislang vermutet zu.
Von einer anderen mittellateinischen Übersetzung (Z) existieren nur ein Manuskript und eine Abschrift aus dem späten 18. Jahrhundert. Letztere wurde von Luigi Foscolo Benedetto in der Biblioteca Ambrosiana in Mailand entdeckt. Die Vorlage dieser Kopie wurde erst 1932 in Toledo aufgefunden. Nach der Initiale des Nachnamens des früheren Besitzers der Vorlage, dem Kardinal Francesco Saverio de Zelada, wird diese lateinische Fassung als „Z“ bezeichnet. Trotz der geringen Bedeutung der Zelada-Version für die Überlieferung von Marco Polos Bericht dürfte sie früher als die Pipino-Übersetzung angefertigt worden sein. Zwar weist ihr erster Teil umfangreiche Kürzungen auf, doch umfasst sie auch viele Kapitel, die in allen anderen Fassungen fehlen. Ferner wird bei ihr Marco Polo öfter als in den übrigen Versionen ausdrücklich als Quelle diverser Deskriptionen genannt. Die Angabe, Marco Polo sei drei Jahre Statthalter von Yangzhou gewesen, findet sich hingegen im Zelada-Text nicht. Dieser verleiht zwar den Muslimen ebenso wie die Version von Pipino abwertende Attribute, bringt jedoch häufig exaktere Ausführungen zu den einzelnen heidnischen Religionen und bewertet ihre ethischen Tugenden neutral. Bei der Beschreibung Indiens liefert der Zelada-Codex oft Erklärungen für Dinge, die in der franko-italienischen Version mit keinerlei solchem Kommentar versehen sind.
Der Humanist und Historiker Giovan Battista Ramusio verfasste eine postum 1559 in seiner Reiseliteratur-Sammlung Delle navigationi et viaggi erschienene italienische Übersetzung (R) von Marco Polos Reisebericht. Für deren Erstellung verglich er laut eigener Aussage eine von ihm im Haus der Familie Ghisi eingesehene lateinische Übertragung (offenbar ein Exemplar des Zelada-Textes, das er für die vielleicht erste Kopie von Marco Polos Autograph hielt) mit einem Pipino-Text und einer venezianischen Handschrift. Hauptsächlich lehnte Ramusio sich in seiner Übersetzung an die Pipino-Version an. Seine Fassung enthält aber auch Kapitel, die sowohl im erhaltenen Manuskript des Zelada-Textes als auch in der Pipino-Version fehlen.

## Glaubwürdigkeit des Werkes
Die Glaubwürdigkeit der Berichte Marco Polos ist in der Geschichtsforschung bis heute in manchen Punkten umstritten. So stellte die Historikerin Frances Wood wieder die bereits früher aufgekommene Theorie auf, dass Marco Polo gar nicht selbst nach China gereist sei, sondern nur aus zweiter Hand Erzählungen anderer Chinareisender niedergeschrieben habe. Doch stieß ihre Ansicht in der Fachwelt überwiegend auf Ablehnung. Die Detailliertheit vieler Angaben des Reiseberichts und andere für den tatsächlichen langjährigen Aufenthalt des Venezianers in China sprechende Punkte lassen die von Wood und vereinzelten anderen Forschern geäußerten Zweifel unberechtigt erscheinen. Ferner ist bisher nicht der Nachweis gelungen, dass Marco Polo für seinen Bericht andere Beschreibungen Asiens verwendete.
Die deutsche Literaturwissenschaftlerin Marina Münkler tritt in ihrer Marco-Polo-Biographie der in der Forschung verbreiteten Ansicht entgegen, dass Polos Zeitgenossen sein Werk vielfach als Märchensammlung verkannt hätten. Nach dieser Ansicht wäre der in vielen Handschriften und Drucken verwendete Titel Il Milione ein Spottname für Marco Polo gewesen, weil in seinem Bericht oft in Millionen über die enormen Reichtümer des Ostens gesprochen wird; und diese Angaben seien von seinen Zeitgenossen als maßlose Übertreibungen angesehen worden. Der Marco-Polo-Forscher Luigi Foscolo Benedetto deutet dagegen die italienische Bezeichnung Milione als üblichen Beinamen jener Mitglieder der Familie Polo, die im venezianischen Stadtteil Emilione wohnten. Laut Münkler lasse eine genauere Betrachtung jener frühen Zeugnisse, welche die Glaubwürdigkeit von Marco Polos Reisebericht explizit erörtern, nicht erkennen, dass in ihnen Zweifel an der Zuverlässigkeit des Werks gestreut werden. Beispielsweise schildert der Chronist Jacopo d’Aqui die Episode, dass Marco Polo an seinem Sterbebett von zweifelnden Freunden gebeten worden sei, um seines Seelenheiles willen endlich die Übertreibungen in seinem Buch zu gestehen; doch er habe erwidert, dass er nicht einmal die Hälfte dessen, was er gesehen habe, auch niedergeschrieben habe. Weil Marco Polo diese Stellungnahme im Bewusstsein seines baldigen Todes abgegeben habe, schließt der Chronist auf ihre unbedingte Glaubwürdigkeit.

## Rezeption
Im 14. Jahrhundert wurde Marco Polos Reisebericht Il Milione in enzyklopädischen und literarischen Werken benutzt, so vom florentinischen Dichter Antonio Pucci in seinem Libro di varie storie, vom aus Arezzo stammenden Humanisten und Autor Domenico Bandino in seiner Schrift Fons memorabilium universi sowie vom Dominikaner und Historiker Jacopo d’Aqui in seinem Chronicon imaginis mundi. Auch sind vereinzelte Stellungnahmen überliefert, in denen die Glaubwürdigkeit von Polos Reiseberichts in Zweifel gezogen wird. Die Erkenntnisse des venezianischen Reisenden fanden auch Eingang in die Kartographie, und zwar erstmals in den um 1375 auf Mallorca entstandenen Katalanischen Weltatlas. Unter anderem lassen sich in der Karte verzeichnete Details der chinesischen Küste auf Marco Polos Angaben zurückführen. Auch sind hier viele Seen, Flüsse und Städte des Mongolenreichs abgebildet, die auf früheren europäischen Weltkarten nicht zu finden waren, was wiederum auf Il Milione  als Quelle hinweist.

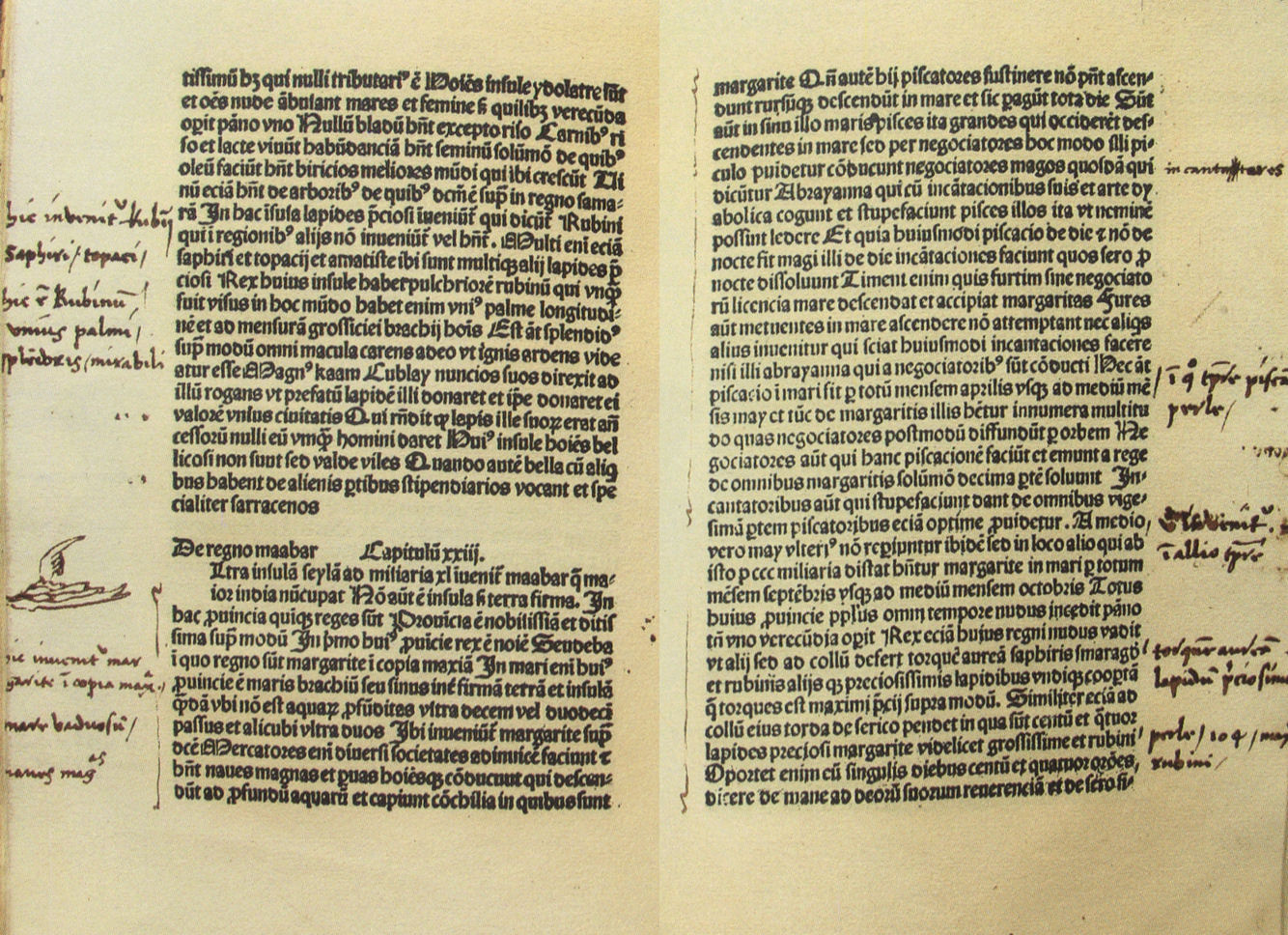
Anmerkungen des Kolumbus an seinem Exemplar

Als einem von nur sehr wenigen mittelalterlichen Fernostasienberichten gelang es Marco Polos Werk, auch im Zeitalter der Entdecker, mit dem die Frühe Neuzeit beginnt, aufgrund der Fülle der in ihm enthaltenen geographischen und ethnographischen Angaben Interesse zu erwecken. Besonders wichtig ist hier für die Rezeptionsgeschichte von Polos Buch, dass Christoph Kolumbus nicht zuletzt durch dessen Lektüre zu seinen zur Entdeckung Amerikas führenden Seereisen angeregt wurde. Der Florentiner Arzt und Kartograph Paolo dal Pozzo Toscanelli hatte Kolumbus’ Aufmerksamkeit auf Polos Bericht gelenkt und diesen 1481 in dem Glauben bestärkt, dass der Seeweg von der Iberischen Halbinsel in westlicher Richtung die kürzeste Strecke nach „Indien“ bzw. Ostasien sei. Die zunächst vereinzelt dastehende Behauptung des in der zweiten Hälfte des 16. Jahrhunderts schreibenden portugiesischen Historikers João de Barros, Kolumbus habe vor allem aufgrund von Marco Polos Bericht über die reiche Insel Cipangu (= Japan) seine waghalsigen Entdeckungsreisen unternommen, bestätigte sich in der zweiten Hälfte des 19. Jahrhunderts durch die Auffindung von Kolumbus’ eigenem Exemplar von Polos Werk. Dieses Handexemplar, ein 1485 in Antwerpen veröffentlichter Frühdruck der lateinischen Übersetzung des Il Milione durch Francesco Pipino, befindet sich heute im Kolumbus-Archiv in Sevilla. Kolumbus versah es mit zahlreichen Anmerkungen, aus denen sein großes Interesse für den angeblich unermesslichen Reichtum Cipangus an Gold- und Edelsteinvorkommen hervorgeht, nach denen er selbst forschen wollte. Allerdings ist erst für den Zeitraum zwischen seiner zweiten und dritten Amerika-Reise nachweisbar, dass sich dieser Pipino-Druck in Kolumbus’ persönlichem Besitz befand.
Auch als klar wurde, dass Kolumbus nicht Indien – Marco Polo hatte Cipangu als eine von 7000 „indischen“ Inseln bezeichnet –, sondern einen in Europa bislang unbekannten Kontinent entdeckt hatte, galt die Lektüre von Marco Polos Werk weiterhin als interessant. Es wurde im 16. Jahrhundert sogar in Sammlungen von Berichten über die Neue Welt aufgenommen, so 1532 in die Quellensammlung Novus orbis regionum ac insularum veteris incognitarum des Reformators und Humanisten Simon Grynaeus. Auch andere Herausgeber von Reiseliteratursammlungen integrierten Polos Werk in ihre diesbezüglichen Editionen, so vor allem 1559 Giovan Battista Ramusio, der den venezianischen Asienreisenden zu einem Held der Serenissima machte. Doch nun stand weniger der mittlerweile überholte Reisebericht als die Person Marco Polos selbst im Fokus des Interesses. Alexander von Humboldt nannte etwa den Venezianer den „größten Reisenden aller Zeiten“. In der jüngeren Forschung wird Marco Polo vor allem aus zwei Perspektiven betrachtet. Die eine Gruppe von Wissenschaftlern – u. a. vertreten durch Franco Borlandi, Antonio Carile und Friederike Hassauer – sieht in dem mittelalterlichen Chinareisenden einen abenteuerlustigen Fernhandelskaufmann, der Asien aus einem merkantilen Blickwinkel beschrieben habe. Hingegen betrachtet die zweite Forschergruppe, darunter Jacques Heers und Paul Demiéville, Marco Polo als kulturellen Überläufer, der China aus der Perspektive eines mongolischen Höflings gesehen und dieses Land dementsprechend geschildert habe. Marina Münkler meint, dass eine Synthese beider Sichtweisen Marco Polo eher gerecht werde.

## Kritische Textausgaben

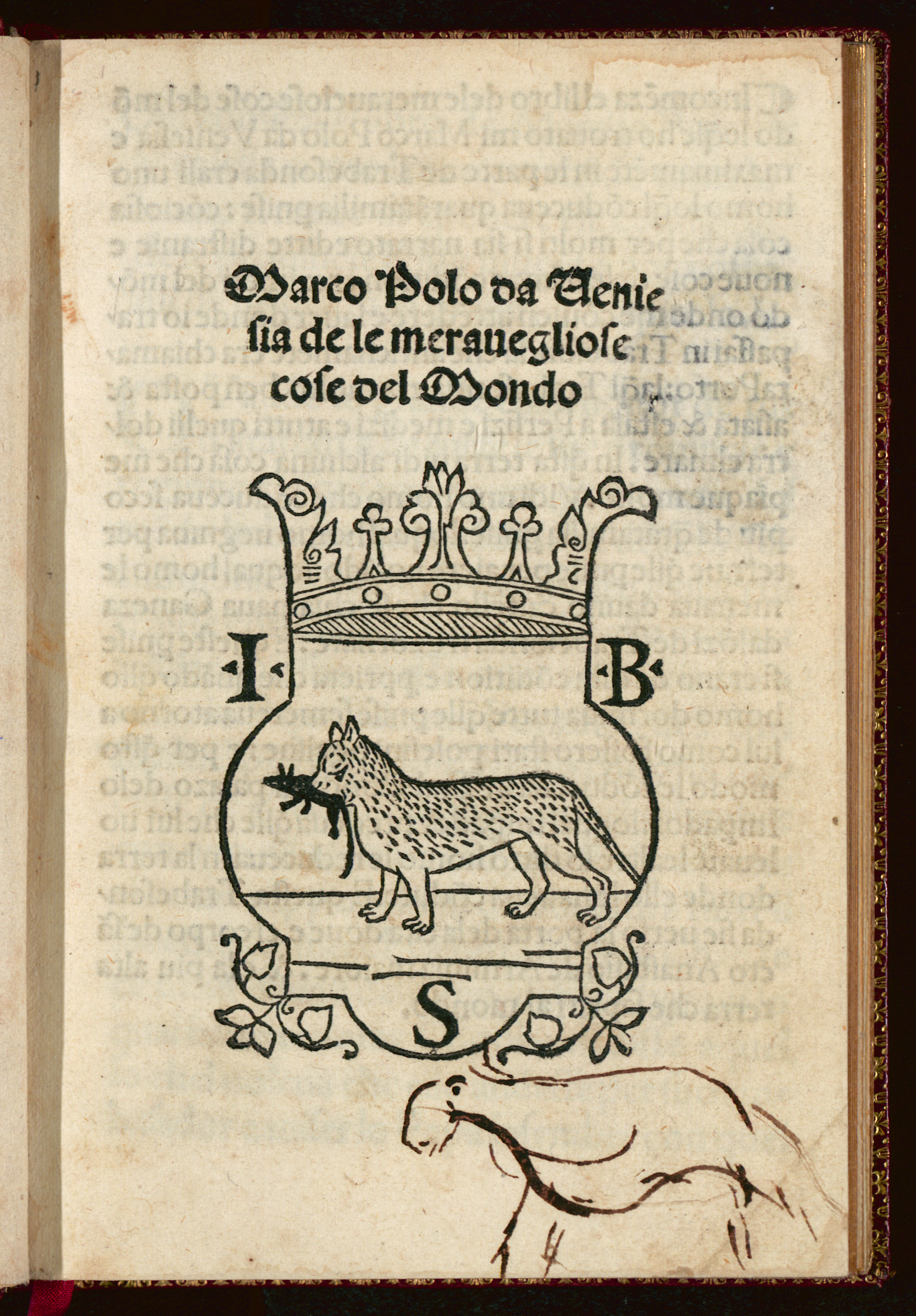
Delle meravigliose cose del mondo. 1496

Bis heute grundlegend für die Franco-italienische Fassung F (erhalten in der Handschrift Paris, B.N. fr. 1116) ist die sogenannte Edizione integrale von Luigi Foscolo Benedetto, Marco Polo: Il milione, prima edizione integrale, a cura di Luigi Foscolo Benedetto, sotto il patronato della città di Venezia. (= Comitato geografico nazionale italiano. Publicazione Nr. 3). L. S. Olschki, Florenz 1928. Berücksichtigenswert sind außerdem die folgenden Ausgaben:
- Revidierte Ausgabe von Benedettos Edition der Version F und der toskanischen Version TA
 Gabriella Ronchi: Marco Polo, Milione. Le divisament dou monde. Il Milione nelle redazioni toscana e franco-italiana. mit einem Vorwort von Cesare Segre, Mondadori, Mailand 1982.
- Toskanische Fassung TA („Ottimo“)
 Valeria Bertolucci Pizzorussa: Marco Polo, Milione. Versione toscana del Trecento. 2. verbesserte Ausgabe, Adelphi, Mailand 1982.
- Lateinischer Text der Handschrift Z
 Alvaro Barbieri: Marco Polo, Milione: redazione latina del manoscritto Z, versione italiana a fronte. Fondazione Pietro Bembo, Mailand; Guanda, Parma; 1998, ISBN 88-8246-064-9.
- Venezianische Fassung VA3 Basishandschrift
 Alvaro Barbieri, Alvise Andreose: Il Milione veneto: ms. CM 211 della Biblioteca civica di Padova. Marsilia, Venedig 1999, ISBN 88-317-7353-4.
- Französische Fassung Fr („Grégoire“)
 Philippe Ménard (leitender Herausgeber): Marco Polo, Le devisement du monde (= Textes littéraires français. Band 533, 552, 568, 575, 586) Droz, Genf 2001–2006, 5 Bände, ISBN 2-600-00479-3, ISBN 2-600-00671-0, ISBN 2-600-00859-4, ISBN 2-600-00920-5, ISBN 2-600-01059-9.
- Lateinische Fassung von Francesco Pipino da Bologna P
 Justin V. Prášek: Marka Pavlova z Benátek Milion: Dle jediného rukopisu spolu s přislušnym základem latinskym. Česká akademie věd a umění, Prag 1902.

## Moderne Übersetzungen
- Die Wunder der Welt - Il Milione G. Basierend auf der franko-italienischen Fassung F und einigen Passagen des lateinischen Zelada-Manuskripts Z, Nachwort von Elise Guignard (= Insel-Taschenbuch Bd. 2981). Insel-Verlag, Frankfurt am Main/Leipzig 2009, ISBN 978-3-458-34681-4.